# Vuelta a España 1994
La 49.ª edición de la Vuelta a España se disputó del 25 de abril y el 15 de mayo de 1994 entre las localidades de Valladolid y Madrid, con un recorrido de 20 etapas y 3531 km, que se recorrieron a una velocidad media de 38,333 km/h.
Tony Rominger, ganador de las dos últimas ediciones, partía como gran favorito. Alex Zülle, segundo el año pasado, y Pedro Delgado, dos veces ganador de la Vuelta, eran sus principales rivales.
El suizo demostró, ya desde el primer día, que no estaba dispuesto a dejarse batir fácilmente. En la sexta etapa, con final en Sierra Nevada, Rominger se aprovechó de un ataque del joven Mikel Zarrabeitia, y dejándole descolgado en los últimos kilómetros, se hizo con su segunda victoria en la Vuelta. Tras aquella jornada, el ciclista suizo era aún más líder, con más de dos minutos de ventaja sobre todos sus rivales.
Fue durante la segunda semana cuando la Vuelta quedó vista para sentencia. Rominger ganó sin discusión en la contrarreloj de Benidorm, poniendo a sus rivales a más de cuatro minutos en la general. En las dos etapas pirenaicas no hubo grandes diferencias, pero Rominger se adjudicó su cuarto triunfo parcial. Sí sacaría algo más de tiempo a sus perseguidores en la etapa con final en el Alto de la Cruz de la Demanda, donde logró su quinta etapa.
La Vuelta ya estaba decidida, pero aún restaba la lucha por la segunda y la tercera plaza, a la cual aspiraban Zarrabeitia, Zülle y Delgado. De estos tres, sería el corredor suizo el gran perjudicado en las dos etapas de la cordillera Cantábrica, al perder bastante tiempo en la etapa con final en los Lagos de Covadonga. En esta etapa, precisamente, se vivió una curiosa situación, al vencer la etapa el francés Laurent Jalabert, el cual comenzaba a evolucionar de ser un esprínter a ser un corredor todoterreno.
En Segovia se produjo la única victoria española de esta edición, a cargo de Marino Alonso. Allí mismo, en Segovia, se disputaría la penúltima etapa, una contrarreloj de 53 kilómetros. La situación era claramente favorable para Alex Zülle, pero la mala suerte se cebó con él y hubo de cambiar de bicicleta hasta en cuatro ocasiones, perdiendo así todas sus opciones de optar al podio. Esa jornada estuvo también marcada por la actitud de parte de los aficionados, quienes en la zona de meta silbaron, insultaron y lanzaron objetos al líder Tony Rominger.
La última etapa, con final en Madrid, sería de nuevo para Laurent Jalabert, que contabilizó un total de siete triunfos de etapa. Así concluía la Vuelta de 1994, en la cual un corredor, por primera vez, conseguía ganar tres ediciones de la Vuelta. Tony Rominger, además, lo hizo con un gran dominio de la prueba, portando el maillot amarillo de principio a fin (cosa que solo habían realizado tres corredores anteriormente) y ganando seis etapas. En el podio, le acompañaron el joven Mikel Zarrabeitia, segundo, y el veterano Pedro Delgado, tercero.
Esta fue la última edición que se disputaba en primavera. A partir de 1995, la Vuelta cambió su fecha, para pasar a disputarse en septiembre.

## Equipos participantes
| Equipo              | Jefe de filas        |
| Mapei-CLAS          | Tony Rominger        |
| Artiach-Royal Fruco | Félix García Casas   |
| Banesto             | Pedro Delgado        |
| Cavas Castellblanch | Eleuterio Anguita    |
| Euskadi             | Pello Ruiz Cabestany |
| Kelme               | Laudelino Cubino     |
| ONCE                | Alex Zülle           |
| Amore & Vita        | Giuseppe Calcaterra  |
| Brescialat          | Bruno Leali          |

| Equipo                 | Jefe de filas       |
| Jolly Componibili-Cage | Zenon Jaskuła       |
| Lotus-Festina          | Luc Leblanc         |
| Saeco-Mercatone Uno    | Mario Cipollini     |
| Navigare-Blue Storm    | Massimo Podenzana   |
| Recer-Boavista         | Joaquim Gomes       |
| Santa Clara-Samara     | Romes Gainetdinov   |
| Sicasal-Acral          | Manuel Abreu Campos |
| TVM-Bison              | Robert Millar       |

## Etapas
| Etapa | Fecha       | Recorrido                                        | Km         | Ganador              | Líder         |
| 1.ª   | 25 de abril | Valladolid                                       | 9 (CRI)    | Tony Rominger        | Tony Rominger |
| 2.ª   | 26 de abril | Valladolid - Salamanca                           | 178,4      | Laurent Jalabert     | Tony Rominger |
| 3.ª   | 27 de abril | Salamanca - Cáceres                              | 239        | Laurent Jalabert     | Tony Rominger |
| 4.ª   | 28 de abril | Almendralejo - Córdoba                           | 235,6      | Endrio Leoni         | Tony Rominger |
| 5.ª   | 29 de abril | Córdoba - Granada                                | 166,9      | Laurent Jalabert     | Tony Rominger |
| 6.ª   | 30 de abril | Granada - Sierra Nevada                          | 151,7      | Tony Rominger        | Tony Rominger |
| 7.ª   | 1 de mayo   | Baza - Alicante                                  | 256,5      | Simone Biasci        | Tony Rominger |
| 8.ª   | 2 de mayo   | Benidorm - Benidorm                              | 39,5 (CRI) | Tony Rominger        | Tony Rominger |
| 9.ª   | 3 de mayo   | Benidorm - Valencia                              | 166        | Jean Paul Van Poppel | Tony Rominger |
| 10.ª  | 4 de mayo   | Igualada - Ordino Arcalis (Andorra)              | 205        | Ángel Yesid Camargo  | Tony Rominger |
| 11.ª  | 5 de mayo   | Andorra - Cerler                                 | 195,3      | Tony Rominger        | Tony Rominger |
| 12.ª  | 6 de mayo   | Benasque - Zaragoza                              | 226,7      | Laurent Jalabert     | Tony Rominger |
| 13.ª  | 7 de mayo   | Zaragoza - Pamplona                              | 201,6      | Laurent Jalabert     | Tony Rominger |
| 14.ª  | 8 de mayo   | Pamplona - Alto Cruz de la Demanda (Ezcaray)     | 174        | Tony Rominger        | Tony Rominger |
| 15.ª  | 9 de mayo   | Santo Domingo de la Calzada - Santander          | 209,3      | Alessio Di Basco     | Tony Rominger |
| 16.ª  | 10 de mayo  | Santander - Lagos de Covadonga                   | 147,7      | Laurent Jalabert     | Tony Rominger |
| 17.ª  | 11 de mayo  | Cangas de Onís - Alto del Naranco                | 150,4      | Bart Voskamp         | Tony Rominger |
| 18.ª  | 12 de mayo  | Ávila - Ávila                                    | 189        | Giuseppe Calcaterra  | Tony Rominger |
| 19.ª  | 13 de mayo  | Ávila - Palazuelos de Eresma (Destilerías Dyc)   | 171        | Marino Alonso        | Tony Rominger |
| 20.ª  | 14 de mayo  | Segovia - Palazuelos de Eresma (Destilerías Dyc) | 53 (CRI)   | Tony Rominger        | Tony Rominger |
| 21.ª  | 15 de mayo  | Palazuelos de Eresma (Destilerías Dyc) - Madrid  | 165,7      | Laurent Jalabert     | Tony Rominger |

## Clasificaciones
| \| 1. \| Tony Rominger \| Suiza \| MAP \| 92h 07' 48" \| \| \| 2. \| Mikel Zarrabeitia \| España \| BAN \| + 7' 28" \| \| \| 3. \| Pedro Delgado \| España \| BAN \| + 9' 27" \| \| \| 4. \| Alex Zülle \| Suiza \| ONC \| + 10' 54" \| \| \| 5. \| Oliverio Rincón \| Colombia \| ONC \| + 13' 09" \| \| \| 6. \| Luc Leblanc \| Francia \| FES \| + 15' 27" \| \| \| 7. \| Vicente Aparicio \| España \| BAN \| + 15' 48" \| \| \| 8. \| Luis Pérez García \| España \| CAS \| + 16' 46" \| \| \| 9. \| Fernando Escartín \| España \| MAP \| + 16' 54" \| \| \| 10. \| Alberto Camargo \| Colombia \| ART \| + 20' 35" \| \| |                   |          |     |             |  |
| 1. | Tony Rominger     | Suiza    | MAP | 92h 07' 48" |  |
| 2. | Mikel Zarrabeitia | España   | BAN | + 7' 28"    |  |
| 3. | Pedro Delgado     | España   | BAN | + 9' 27"    |  |
| 4. | Alex Zülle        | Suiza    | ONC | + 10' 54"   |  |
| 5. | Oliverio Rincón   | Colombia | ONC | + 13' 09"   |  |
| 6. | Luc Leblanc       | Francia  | FES | + 15' 27"   |  |
| 7. | Vicente Aparicio  | España   | BAN | + 15' 48"   |  |
| 8. | Luis Pérez García | España   | CAS | + 16' 46"   |  |
| 9. | Fernando Escartín | España   | MAP | + 16' 54"   |  |
| 10. | Alberto Camargo   | Colombia | ART | + 20' 35"   |  |

| \| 1. \| Laurent Jalabert \| Francia \| ONC \| 243 puntos \| \| 2. \| Tony Rominger \| Suiza \| MAP \| 227 puntos \| \| 3. \| Alex Zülle \| Suiza \| ONC \| 121 puntos \| |                  |         |     |            |
| 1. | Laurent Jalabert | Francia | ONC | 243 puntos |
| 2. | Tony Rominger    | Suiza   | MAP | 227 puntos |
| 3. | Alex Zülle       | Suiza   | ONC | 121 puntos |

| \| 1. \| Luc Leblanc \| Francia \| FES \| 158 puntos \| \| 2. \| Michele Coppolillo \| Italia \| NAV \| 148 puntos \| \| 3. \| Tony Rominger \| Suiza \| MAP \| 136 puntos \| |                    |         |     |            |
| 1. | Luc Leblanc        | Francia | FES | 158 puntos |
| 2. | Michele Coppolillo | Italia  | NAV | 148 puntos |
| 3. | Tony Rominger      | Suiza   | MAP | 136 puntos |

| \| 1. \| Mauro Radaelli \| Italia \| BRE \| 44 puntos \| |                |        |     |           |
| 1.                                                       | Mauro Radaelli | Italia | BRE | 44 puntos |

| \| 1. \| Alessio Di Basco \| Italia \| AMO \| - \| |                  |        |     |   |
| 1.                                                 | Alessio Di Basco | Italia | AMO | - |

| \| 1. \| Banesto \| España \| BAN \| 276h 42' 43" \| |         |        |     |              |
| 1.                                                   | Banesto | España | BAN | 276h 42' 43" |

## Banda sonora
La banda sonora de las transmisiones de TVE fue la canción "Earth", de Uakti.